# Román női kézilabda-bajnokság (első osztály)
A Liga Națională a legmagasabb osztályú román női kézilabda-bajnokság. A bajnokságot 1959 óta rendezik meg, de nagypályán már korábban is volt országos bajnokság. Jelenleg tizennégy csapat játszik a bajnokságban, a legeredményesebb klub a SCM (Chimistul, Oltchim) Râmnicu Vâlcea, a címvédő a CSM București.

## Nagypályás bajnokságok
| Év   | 1. hely                | 2. hely                           | 3. hely                        |
| ---- | ---------------------- | --------------------------------- | ------------------------------ |
| 1946 | Kares Mediaș           | SG Sighișoara                     |                                |
| 1947 | Derubau Mediaș         | Voința Sighișoara                 |                                |
| 1948 | IRTJ Mediaș            | Voința Mediaș                     | Avîntul Agnita                 |
| 1949 | Record Mediaș          | CFR Sighișoara                    | CSU București                  |
| 1950 | Flamura Roșie Mediaș   | CSU București                     | Flamura Roșie ILSA Timișoara   |
| 1951 | Flamura Roșie Mediaș   | Spartak Sighișoara                | Știința ICF București          |
| 1952 | Știința ICF București  | Spartak Sighișoara                | Știința Timișoara              |
| 1953 | Știința Timișoara      | Știința ICF București             | Progresul Învățămînt București |
| 1954 | Progresul Tîrgu Mureș  | Progresul Brașov                  | Știința Timișoara              |
| 1955 | Progresul Tîrgu Mureș  | Știința ICF București             | Progresul Brașov               |
| 1956 | Progresul Brașov       | Flamura Roșie București           | Flamura Roșie Sibiu            |
| 1957 | Steagul Roșu București | Progresul MIC București           | Progresul Brașov               |
| 1958 | Steagul Roșu București | Olimpia București                 | Flamura Roșie Sibiu            |
| 1959 | Olimpia București      | Cetatea Bucur Progresul București | Mureșul Tîrgu Mureș            |
| 1960 | Știința București      | Rapid București                   | Știința Timișoara              |
| 1961 | Rapid București        | Progresul București               | Mureșul Tîrgu Mureș            |
| 1962 | Progresul București    | Minerul Vulcan                    | CSS Cluj                       |
| 1963 | Știința București      | Rapid București                   | Progresul București            |

## Kispályás bajnokságok
| Év   | 1. hely                                           | 2. hely                                           | 3. hely                                           |
| ---- | ------------------------------------------------- | ------------------------------------------------- | ------------------------------------------------- |
| 1959 | Cetatea Bucur Progresul București                 | Olimpia București                                 | Tractorul Brașov                                  |
| 1960 | Știința București                                 | Rapid București                                   | Știința Timișoara                                 |
| 1961 | Rapid București                                   | Știința Timișoara                                 | Știința București                                 |
| 1962 | Rapid București                                   | Știința București                                 | Tractorul Brașov                                  |
| 1963 | Rapid București                                   | Știința Timișoara                                 | CSM Sibiu                                         |
| 1964 | Știința Timișoara                                 | Rapid București                                   | Știința București                                 |
| 1965 | Știința București                                 | Știința Timișoara                                 | Rapid București                                   |
| 1966 | Universitatea Timișoara                           | Rapid București                                   | Mureșul Tîrgu Mureș                               |
| 1967 | Rapid București                                   | Universitatea Timișoara                           | Universitatea București                           |
| 1968 | Universitatea Timișoara                           | Universitatea București                           | Rapid București                                   |
| 1969 | Universitatea Timișoara                           | Rapid București                                   | Confecția București                               |
| 1970 | Universitatea Timișoara                           | Universitatea București                           | Confecția București                               |
| 1971 | Universitatea București                           | Universitatea Timișoara                           | IEFS București                                    |
| 1972 | Universitatea Timișoara                           | Universitatea București                           | IEFS București                                    |
| 1973 | IEFS București                                    | Universitatea Timișoara                           | Universitatea București                           |
| 1974 | IEFS București                                    | Universitatea Timișoara                           | Textila Buhuși                                    |
| 1975 | Universitatea Timișoara                           | Universitatea București                           | Progresul București                               |
| 1976 | Universitatea Timișoara                           | Progresul București                               | Voința Odorhei                                    |
| 1977 | Universitatea Timișoara                           | IEFS București                                    | Universitatea București                           |
| 1978 | Universitatea Timișoara                           | Hidrotehnica Constanța                            | Confecția București                               |
| 1979 | Știința Bacău                                     | Constructorul Baia Mare                           | Hidrotehnica Constanța                            |
| 1980 | Știința Bacău                                     | Mureșul Tîrgu Mureș                               | Constructorul Baia Mare                           |
| 1981 | Rulmentul Brașov                                  | Știința Bacău                                     | Mureșul Tîrgu Mureș                               |
| 1982 | Știința Bacău                                     | Progresul București                               | Universitatea Timișoara                           |
| 1983 | Știința Bacău                                     | Chimistul Rîmnicu Vîlcea                          | Rulmentul Brașov                                  |
| 1984 | Știința Bacău                                     | Rulmentul Brașov                                  | Chimistul Rîmnicu Vîlcea                          |
| 1985 | Știința Bacău                                     | Chimistul Rîmnicu Vîlcea                          | Hidrotehnica Constanța                            |
| 1986 | Știința Bacău                                     | Rulmentul Brașov                                  | Chimistul Rîmnicu Vîlcea                          |
| 1987 | Știința Bacău                                     | Mureșul Tîrgu Mureș                               | Rulmentul Brașov                                  |
| 1988 | Mureșul Tîrgu Mureș                               | Știința Bacău                                     | Chimistul Rîmnicu Vîlcea                          |
| 1989 | Chimistul Rîmnicu Vîlcea                          | Mureșul Tîrgu Mureș                               | Știința Bacău                                     |
| 1990 | Chimistul Rîmnicu Vîlcea                          | Știința Bacău                                     | Textila Zalău                                     |
| 1991 | Chimistul Rîmnicu Vîlcea                          | Știința Bacău                                     | Textila Zalău                                     |
| 1992 | Știința Bacău                                     | Chimistul Rîmnicu Vîlcea                          | Rapid București                                   |
| 1993 | Chimistul Râmnicu Vâlcea                          | Rapid București                                   | Aura Iași                                         |
| 1994 | Chimistul Râmnicu Vâlcea                          | Silcotub Zalău                                    | Rapid București                                   |
| 1995 | Oltchim Râmnicu Vâlcea                            | Rapid București                                   | Silcotub Zalău                                    |
| 1996 | Oltchim Râmnicu Vâlcea                            | Silcotub Zalău                                    | Oțelul Galați                                     |
| 1997 | Oltchim Râmnicu Vâlcea                            | Silcotub Zalău                                    | Oțelul Galați                                     |
| 1998 | Oltchim Râmnicu Vâlcea                            | Silcotub Zalău                                    | Universitatea Cluj                                |
| 1999 | Oltchim Râmnicu Vâlcea                            | Silcotub Zalău                                    | Rapid București                                   |
| 2000 | Oltchim Râmnicu Vâlcea                            | Silcotub Zalău                                    | Rapid București                                   |
| 2001 | Silcotub Zalău                                    | Oltchim Râmnicu Vâlcea                            | Fibrex Săvinești                                  |
| 2002 | Oltchim Râmnicu Vâlcea                            | Silcotub Zalău                                    | Universitatea Deva                                |
| 2003 | Rapid București                                   | Oltchim Râmnicu Vâlcea                            | Universitatea Deva                                |
| 2004 | Silcotub Zalău                                    | Universitatea Deva                                | Rapid București                                   |
| 2005 | Silcotub Zalău                                    | Rapid București                                   | Oltchim Râmnicu Vâlcea                            |
| 2006 | Rulmentul Brașov                                  | Oltchim Râmnicu Vâlcea                            | Silcotub Zalău                                    |
| 2007 | Oltchim Râmnicu Vâlcea                            | Rulmentul Brașov                                  | Universitatea Cluj                                |
| 2008 | Oltchim Râmnicu Vâlcea                            | Rulmentul Brașov                                  | Oțelul Galați                                     |
| 2009 | Oltchim Râmnicu Vâlcea                            | Rulmentul Brașov                                  | Dunărea Brăila                                    |
| 2010 | Oltchim Râmnicu Vâlcea                            | Universitatea Cluj                                | HCM Constanța                                     |
| 2011 | Oltchim Râmnicu Vâlcea                            | Universitatea Cluj                                | CSM București                                     |
| 2012 | Oltchim Râmnicu Vâlcea                            | Universitatea Cluj                                | HC Zalău                                          |
| 2013 | Oltchim Râmnicu Vâlcea                            | HCM Baia Mare                                     | Universitatea Cluj                                |
| 2014 | HCM Baia Mare                                     | ASC Corona Brașov                                 | Dunărea Brăila                                    |
| 2015 | CSM București                                     | HCM Baia Mare                                     | ASC Corona Brașov                                 |
| 2016 | CSM București                                     | HCM Baia Mare                                     | ASC Corona Brașov                                 |
| 2017 | CSM București                                     | Dunărea Brăila                                    | HC Zalău                                          |
| 2018 | CSM București                                     | SCM Craiova                                       | CS Măgura Cisnădie                                |
| 2019 | SCM Râmnicu Vâlcea                                | CSM București                                     | Gloria Bistrița                                   |
| 2020 | A koronavírus-járvány miatt nem avattak bajnokot. | A koronavírus-járvány miatt nem avattak bajnokot. | A koronavírus-járvány miatt nem avattak bajnokot. |
| 2021 | CSM București                                     | Minaur Baia Mare                                  | SCM Râmnicu Vâlcea                                |
| 2022 | Rapid București                                   | CSM București                                     | SCM Râmnicu Vâlcea                                |
| 2023 | CSM București                                     | Rapid București                                   | Gloria Bistrița-Năsăud                            |
| 2024 | CSM București                                     | Rapid București                                   | Gloria Bistrița-Năsăud                            |
| 2025 | CSM București                                     | CSM Corona Brașov                                 | Gloria Bistrița-Năsăud                            |

## Lásd még
- Román férfi kézilabda-bajnokság (első osztály)